# Ectopoglossus confusus
Ectopoglossus confusus es una especie de anfibio anuro de la familia Dendrobatidae. Esta rana es endémica del noroeste de Ecuador. Se encuentra entre los 600 y 1700 m sobre el nivel del mar en el lado pacífico de la cordillera Occidental. Habita junto a arroyos rocosos en selvas tropicales húmedas. Es una rana diurna. Se cree que se reproduce como otras especies de su género, pone los huevos en el bosque y una vez ecolosionan, los adultos los llevan al agua cargados a su espalda. La fragmentación y destrucción de su hábitat, y la quitridiomicosis son las principales causas de que esté en peligro de extinción.

## Publicación original
- Myers & Grant, 2009: Anomaloglossus confusus, a new Ecuadorian frog formerly masquerading as "Colostethus" chocoensis (Dendrobatoidea: Aromobatidae). American Museum novitates, n.º 3659, p. 1-12.